# Lazuri de Beiuș
Lazuri de Beiuș is een Roemeense gemeente in het district Bihor.
Lazuri de Beiuș telt 1735 inwoners.